# Sorkwity
Sorkwity est une petite ville de Pologne, située dans le gmina de Sorkwity (dont elle est le siège), dans le powiat de Mrągowo, dans la voïvodie de Varmie-Mazurie.

## Histoire
Sorkwity a été fondé en 1379 par les grands maîtres de l'ordre Teutonique.

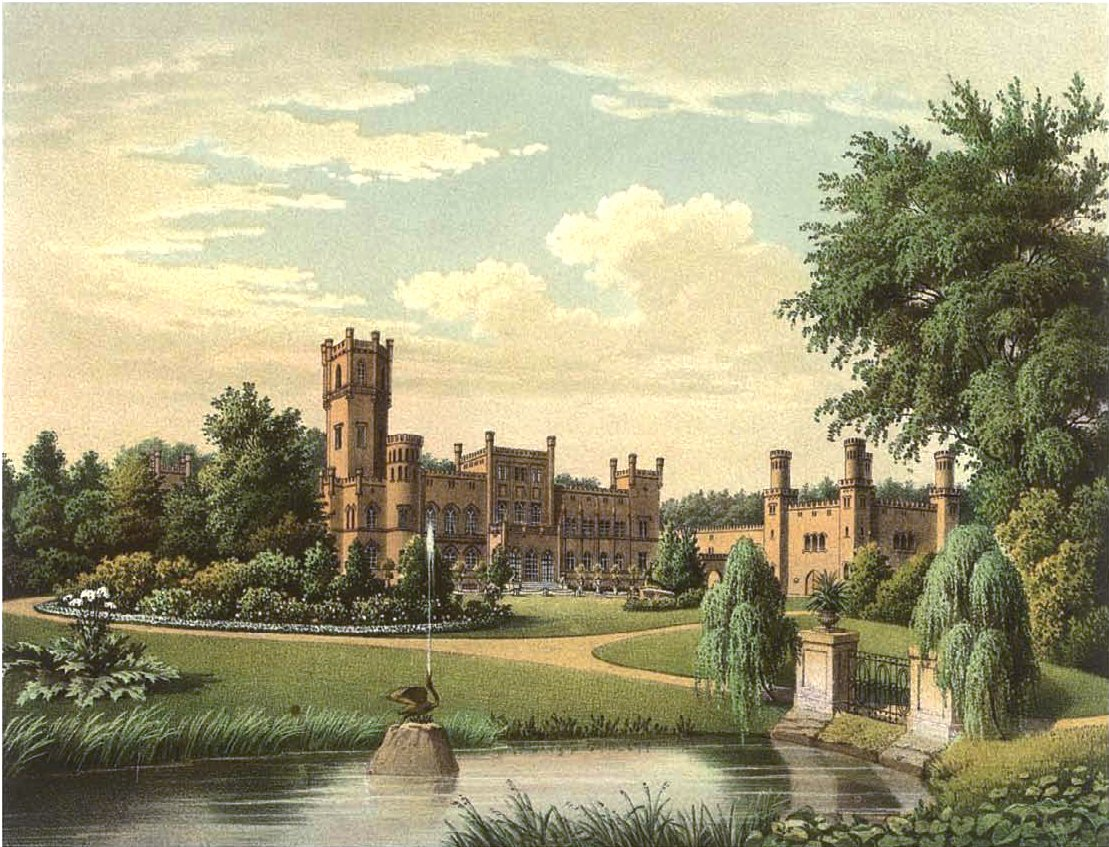
Palais de Sorkwity

## Source
- (en) Cet article est partiellement ou en totalité issu de l’article de Wikipédia en anglais intitulé « Sorkwity » (voir la liste des auteurs).